# EPIC 249893012 c
EPIC 249893012 cとは、地球からてんびん座の方向に約1060光年離れた位置にある恒星EPIC 249893012の周りを公転する太陽系外惑星である。

## 概要
| 海王星 | EPIC 249893012 c |
| ------ | ---------------- |
| 海王星 | Exoplanet        |

2020年、太陽系外惑星探索望遠鏡ケプラーの延長ミッションである「K2ミッション」で得られた観測結果とHARPSなどによる主星の視線速度の観測結果を組み合わせたところ、EPIC 249893012 bを含むEPIC 249893012を公転する3つの惑星が発見された。
EPIC 249893012 cは地球の約3.7倍の半径と約15倍の質量を持つとされており、この半径と質量の大きさは海王星に類似している。主星から約2000万 km離れた軌道を約15.6日かけて公転している。